# Microzetes asiaticus
Microzetes asiaticus är en kvalsterart som först beskrevs av Krivolutsky 1975.  Microzetes asiaticus ingår i släktet Microzetes och familjen Microzetidae. Inga underarter finns listade i Catalogue of Life.